# همه‌پرسی قانون اساسی ترکیه (۲۰۱۷)
همه‌پرسی قانون اساسی ترکیه در ۱۶ آوریل ۲۰۱۷ برابر با ۲۷ فروردین ۱۳۹۶ برگزار شد. مردم ترکیه در مورد تغییر ۱۸ اصل از قانون اساسی این کشور تصمیم‌گیری کردند. این اصلاحات یکی از اهداف دیرین حزب عدالت و توسعه بویژه مؤسس آن یعنی رجب طیب اردوغان بود. حزب اپوزیسیون حرکت ملی نیز با این اصلاحات موافق بود. این اصلاحات شامل برقراری نظام ریاستی به جای نظام پارلمانی فعلی، الغای مقام نخست‌وزیری، افزایش کرسی‌های پارلمان از ۵۵۰ به ۶۰۰ و اصلاحاتی در هیئت عالی قضات و دادستان‌ها بودند.
پیشنهاد اصلاحات نخستین بار توسط حزب عدالت و توسعه، پس از پیروزی در انتخابات سراسری ۲۰۱۱ اعلام شد اما از آن جا که کمیتهٔ قانون اساسی در پارلمان که با شرکت همهٔ احزاب تشکیل می‌شود نتوانست در مورد آن به اجماع برسد از دستور کار خارج شد. پس از اینکه رجب طیب اردوغان در انتخابات ۲۰۱۴ به عنوان رئیس‌جمهور ترکیه انتخاب شد انتظارات برای اصلاح قانون اساسی و تغییر نظام اجرایی بار دیگر قوت گرفت. این پیشنهادها در انتخابات‌های سراسری ژوئن و نوامبر ۲۰۱۵ جزو سیاست‌های اصلی حزب عدالت و توسعه بود. کمی بعد احمد داووداوغلو به دلیل مخالفت با اردوغان دربارهٔ تغییرات پیشنهادی در مورد قانون اساسی که منجر به حذف مقام نخست‌وزیری می‌شد استعفا داد و جای او را بن‌علی ییلدیریم گرفت. در اکتبر ۲۰۱۵ حزب حرکت ملی ترکیه که سنتاً با نظام ریاستی مخالف بود از دولت خواست پیشنهاد خود را به پارلمان ارائه دهد. دولت باحچلی رئیس این حزب نیز اعلام کرد که در روند نگارش پیش‌نویس همراهی خواهد کرد. این دو حزب توانستند در ۸ دسامبر پس از یک ماه گفتگو بر سر ارائهٔ قانون اساسی جدید به توافق برسند و در نتیجه روند پارلمانی برای برگزاری همه‌پرسی شروع شد.
پارلمان ترکیه در تاریخ ۲۰ ژانویه ۲۰۱۷ با ۳۳۹ رأی موافق به این همه‌پرسی رأی داد. این میزان رأی بیش از ۳۳۰ رأی لازم (اکثریت) بود. حزب جمهوری‌خواه خلق به عنوان اصلی‌ترین حزب اپوزیسیون دولت اعلام کرد که به دنبال ابطال رأی پارلمان از طریق دادگاه قانون اساسی خواهد بود. دلیل این حزب برای این ادعا، اقدامات خارج از قاعده نظیر رأی‌گیری به صورت آشکار و ارعاب برخی از نمایندگان هنگام رأی‌گیری بود. پس از آن رجب طیب اردغان رئیس‌جمهور ترکیه، تاریخ ۱۶ آوریل را به عنوان روز همه‌پرسی اعلام کرد.

## پیش‌زمینه
برقراری نظام ریاستی نخستین بار توسط جمیل شیشک، وزیر وقت دادگستری ترکیه مطرح شد و سپس در ۲۰۰۵ با حمایت رجب طیب اردوغان نخست‌وزیر وقت قرار گرفت. از آن پس برقراری نظام ریاستی به یکی از سیاست‌های اصلی حزب عدالت و توسعه تبدیل شد و رهبران این حزب از آن علناً در قالب اصلاح قانون اساسی دفاع می‌کردند. حیاتی یازیچی معاون حزب عدالت و توسعه، آوریل ۲۰۱۷ را به عنوان تاریخ برگزاری همه‌پرسی اعلام کرد.

## اصلاحات
در ۱۰ دسامبر ۲۰۱۶ حزب عدالت و توسعه و حزب حرکت ملی ۲۱ مورد اصلاحیهٔ پیشنهادی خود برای قانون اساسی را اعلام کردند و روند گردآوری امضا از نمایندگان پارلمان را آغاز کردند. پس از گفتگوها در کمیسیون قانون اساسی، ۳ اصلاحیه پیشنهادی حذف شدند و ۱۸ اصلاحیه باقی ماند. جزئیات این تغییرات در ذیل آمده:
1. اصل ۹: قوه قضائیه باید بر مبنای بی‌طرفی عمل نماید.
2. اصل ۷۵: شمار کرسی‌های مجلس ملی کبیر ترکیه از ۵۵۰ به ۶۰۰ افزایش خواهد یافت.
3. اصل ۷۶: حد نصاب سنی برای نامزدی در انتخابات از ۲۵ سال به ۱۸ سال کاهش می‌یابد و شرط گذراندن خدمت وظیفه عمومی برای ایشان حذف می‌گردد. افرادی که با ارتش ارتباط دارند صلاحیت نامزدی در انتخابات را نخواهند داشت.
4. اصل ۷۷: دورهٔ نمایندگی از چهار سال به پنج سال افزایش می‌یابد. انتخابات پارلمانی و انتخابات ریاست‌جمهوری هر پنج سال یک بار و در یک روز برگزار خواهد شد. در صورتی که هیچ نامزدی در انتخابات ریاست‌جمهوری نتواند اکثریت ساده را به دست آورد، انتخابات به دور دوم کشیده خواهد شد.
5. اصل ۸۷: حق پارلمان مبنی بر بازخواست وزرا و دولت، همچنین حق ایشان در مورد اعطای اختیارات ویژه به برخی از وزرا لغو می‌شود.
6. اصل ۸۹: برای ابطال وتوی رئیس‌جمهور لازم است تا پارلمان همان طرح را با اکثریت مطلق (۳۰۱) رد کند.
7. اصل ۹۸: پارلمان از کابینه و معاون رئیس‌جمهور با ابزارهای تحقیق پارلمانی، تفحص پارلمانی، مباحثه عمومی و سؤال کتبی مورد پرسش و تحقیق قرار می‌دهد. استیضاح لغو شده و به جای آن تحقیق و تفحص پارلمانی جایگزین می‌شود. معاون اول تا ۱۵ روز فرصت دارد به پرسش‌ها پاسخ دهد.
8. اصل ۱۰۱: افراد تنها زمانی می‌توانند نامزد ریاست‌جمهوری شوند که توسط یک یا چند حزبی که دستکم ۵٪ آرای مردمی را در انتخابات پارلمانی پیشین به‌دست آورده باشند و ۱۰۰٬۰۰۰ رأی داشته باشند حمایت شوند. رئیس‌جمهور منتخب دیگر الزامی به لغو عضویت خود در حزب متبوعش نخواهد داشت.
9. اصل ۱۰۴: رئیس‌جمهور، رئیس کشور و رئیس دولت خواهد بود و اختیار تعیین و اخراج وزرا و معاونین خود را خواهد داشت. رئیس‌جمهور می‌تواند همه‌پرسی برگزار کرده و فرمان‌های حکومتی صادر کند. اگر قوه مقننه قانونی در مورد همان فرمان اجرایی رئیس‌جمهور تصویب کند، فرمان رئیس‌جمهور باطل و مصوبهٔ پارلمان معتبر خواهد بود.
10. اصل ۱۰۵: پارلمان، هر تحقیق و تفحصی را می‌تواند با اکثریت مطلق (۳۰۱) آرا آغاز کند. پارلمان پیشنهاد را در طول یک ماه به بحث می‌گذارد. در صورت پایان مباحثات، این مجلس می‌تواند تحقیق و تفحص را با رأی مخفی سه پنجم اعضا (۳۶۰) شروع نماید. پس از پایان تحقیق و تفحص، پارلمان می‌تواند با دو سوم آرا (۴۰۰) علیه رئیس‌جمهور اعلام جرم کند.
11. اصل ۱۰۶: رئیس‌جمهور می‌توان یک یا چند معاون انتخاب کند. در صورت خالی ماندن مقام ریاست‌جمهوری، باید ظرف ۴۵ روز انتخابات برگزار شود. در صورتی که انتخابات پارلمانی کمتر از یک سال با انتخابات ریاست‌جمهوری فاصله داشته باشد، هر دو در یک روز برگزار خواهند شد. این مسئله ربطی به محدودیت دو دوره‌ای رئیس‌جمهور نخواهد داشت. انجام تحقیق و تفحص در مورد اتهامات معاونین رئیس‌جمهور و وزرا با سه پنجم آرای نمایندگان شدنی خواهد بود. پارلمان می‌تواند پس از اعلام نتایج تحقیق و تفحص، با رأی دو سوم نمایندگان، علیه ایشان اعلام جرم کند. در صورت اثبات اتهام، معاون یا وزیر خاطی تنها در صورتی محکوم به کنارگذاری از مقام خود خواهند شد که جرم صورت گرفته به درجه‌ای باشد که آن‌ها را از نامزدی در انتخابات‌ها منع نماید. در صورتی که یک نمایندهٔ پارلمان به عنوان وزیر یا معاون رئیس‌جمهور انتخاب شود عضویت وی در پارلمان لغو و نمایندهٔ ذخیره جای او را خواهد گرفت.
12. اصل ۱۱۶: رئیس‌جمهور با همراهی سه پنجم پارلمان می‌توانند در مورد برگزاری یک انتخابات زودهنگام تصمیم بگیرند. نهاد واضع انتخابات، تا زمان انتخابات خود را منحل خواهد کرد.
13. اصل ۱۱۹: اختیار اعلام وضعیت اضطراری به رئیس‌جمهور داده می‌شود که پس از موافقت پارلمان اجرایی خواهد شد. پارلمان می‌تواند وضعیت اضطراری را تمدید، کوتاه یا تعلیق کند. وضعیت اضطراری تا چهار ماه قابلیت تمدید دارد مگر در شرایط جنگی که این وضعیت بدون محدودیت زمانی باقی خواهد ماند. هر گونه فرمان اجرایی که در زمان وضعیت اضطراری توسط رئیس‌جمهور صادر می‌شود باید به تصویب پارلمان برسد.
14. اصل ۱۲۵: قوه قضائیه حق نظارت بر افعال رئیس‌جمهور را خواهد داشت.
15. اصل ۱۴۲: دادگاه‌های نظامی لغو می‌شوند مگر در شرایط جنگی برای بررسی جرائم سربازان.
16. اصل ۱۴۶: پیش از این رئیس‌جمهور می‌توانست یک قاضی را در دادگاه عالی استیناف نظامی و یکی در دادگاه عالی نظامی اداری تعیین کند. حالا با انحلال دادگاه‌های نظامی تعداد قضات دادگاه قانون اساسی از ۱۷ به ۱۵ خواهد رسید. در نتیجه قضات انتخابی توسط رئیس‌جمهور از ۱۴ به ۱۲ می‌رسد اما پارلمان همچنان حق گزینش سه قاضی را خواهد داشت.
17. اصل ۱۵۹: هیئت عالی قضات و دادستان‌ها به «هیئت قضات و دادستان‌ها» تغییر نام خواهد یافت. اعضای آن از ۲۲ نفر به ۱۳ نفر و تعداد ادارات آن از ۳ به ۲ کاهش خواهد یافت. ۴ عضو آن توسط رئیس‌جمهور و ۷ عضو توسط مجلس انتخاب خواهند شد. نامزدهای هیئت باید رأی دو سوم (۴۰۰ نفر) را در دور نخست و رأی سه پنجم (۳۶۰ نفر) را برای ورود به هیئت به دست آورند. دو عضو دیگر، وزیر دادگستری و معاون وی خواهند بود که بدون تغییر باقی خواهند ماند.
18. اصل ۱۶۱: رئیس‌جمهور ۷۵ روز پیش از پایان سال مالی، لایحه بودجه را به مجلس می‌فرستد. اعضای پارلمان نمی‌توانند پیشنهادی برای تغییر هزینه‌های عمومی بدهند. اگر بودجه تصویب نشود، یک بودجه موقت به جای آن پیشنهاد می‌شود. اگر بودجه موقت هم به تصویب نرسد، قانون بودجه سال پیش با تغییر نسبی اعداد به کار گرفته خواهد شد.
19. اصول مختلف: در بسیاری از اصول قانون اساسی تغییراتی لحاظ شده تا اختیارات اجرایی کابینه به رئیس‌جمهور منتقل شود.
20. اصل ۲۱: موقت انتخابات بعدی ریاست‌جمهوری و سراسری در ۳ نوامبر ۲۰۱۹ (۱۲ آبان ۱۳۹۸) برگزار خواهد شد. اگر مجلس تصمیم به برگزاری انتخابات زودهنگام بگیرد، هر دو انتخابات در یک روز انجام خواهند شد. انتخاب اعضای هیئت قضات و دادستان‌ها ۳۰ روز پس از تصویب این قانون انجام خواهد شد. دادگاه‌های نظامی به محض تصویب این قانون منحل می‌گردند.
21. اصول مختلف: اصلاحیه‌های (۲، ۴ و ۷) پس از برگزاری انتخابات جدید عملی خواهند شد. دیگر اصلاحیه‌ها (به جز اصل موقت) زمانی اجرایی می‌شوند که رئیس‌جمهور جدید سوگند بخورد.

## مواضع احزاب اصلی
حزب حاکم عدالت و توسعه و حزب اپوزیسیون حرکت ملی امضاکنندگان این اصلاحات بودند. حزب حرکت ملی به‌طور مشروط با این اصلاحات موافقت کرد. موضع حزب جمهوری‌خواه خلق در ابتدا درنگ تا زمان اعلان پیش‌نویس جدید بود. کمال قلیچ دار اوغلو رئیس این حزب زمانی خواسته بود که این تغییرات به صحن علنی مجلس بیاید. اما کمی بعد این حزب تصیم گرفت رأی مخالف به این اصلاحات بدهد و به تظاهرات‌های «Türkiye'yi Böldürmeyeceğiz» (ما ترکیه را تفکیک نخواهیم کرد) بپیوندد. حزب چهارم پارلمان یعنی حزب دموکراتیک خلق‌ها هم با این اصلاحات مخالف بود.
| موضع  | حزب                 | رئیس                            |
| ----- | ------------------- | ------------------------------- |
| موافق | حزب عدالت و توسعه   | بن‌علی ییلدیریم                  |
| موافق | حزب حرکت ملی        | دولت باهچلی                     |
| مخالف | حزب دموکراتیک خلق‌ها | صلاح‌الدین دمیرتاش/فیگن یوکسک‌داغ |
| مخالف | حزب جمهوری‌خواه خلق  | کمال قلیچ دار اوغلو             |

## بازخورد

### بازخورد منفی
اصلاحیه‌های پیشنهادی با انتقادهای سنگین احزاب مخالف و سازمان‌های غیردولتی مواجه شدند. بسیاری از این انتقادات متوجهِ روند فرسایشی نابودی تفکیک قوا و پاسخگویی به پارلمان بودند. کارشناسان حقوقی قانون اساسی مانند کمال گوزلر و ابراهیم کابوغلو بر این باور بودند که اصلاحیه‌های پیشنهادی، پارلمان را عملاً به نهادی بی‌قدرت تبدیل خواهند کرد، در حالی که رئیس‌جمهور می‌تواند بر قوه مجریه، مقننه و قضائیه کنترل داشته باشد. در روز ۴ دسامبر ۲۰۱۶ انجمن اندیشه‌های آتاتورکیست (ADD)، انجمن حمایت از زندگی روزآمد (ÇYDD) و کنفدراسیون اتحادیه تجاری در آنکارا تظاهراتی با هدف تقاضای رد نظام ریاستی به دلیل تهدیداتی که این نظام بر استقلال قضایی و ارزش‌های سکولاریسم وارد می‌کند برگزار کردند. این تظاهرات با وجود رد مجوز از سوی فرمانداری آنکارا انجام شد.
حزب جمهوری‌خواه خلق که سابقه‌ای طولانی در نقد اهداف حزب عدالت و توسعه مبنی بر تغییر قانون اساسی داشته در ابتدا رویکردهای ضد و نقیضی علیه اصلاحات پیشنهادی نشان داد. بن‌علی ییلدیریم نخست‌وزیر ترکیه کمی پس از تقدیم اصلاحیه‌های پیشنهادی به پارلمان در روز ۱۰ دسامبر ۲۰۱۶ اعلام کرد که حزب جمهوری‌خواه خلق با پنج عدد از اصلاحیه‌ها موافق است. با این حال سخنگوی این حزب اعلام کرد که این اصلاحات در واقع به دنبال تبدیل کردن ترکیه به یک حکومت سلطانی است. رهبر یکی از گروه‌های پارلمانی به نام لونت گوک اعلام کرد که اصلاحیه‌های پیشنهادی، بازگشت به دوران پیش از ۱۴۰ سال دموکراسی پارلمانی در ترکیه است. وی از احزاب خواست به این اصلاحیه‌ها رأی منفی دهند. یکی از رهبران پارلمانی حزب جمهوری‌خواه خلق به نام اوزگور اوزل با اشاره به بی‌اختیار شدن مجلس نسبت به وزرا، این اصلاحیات را یک «تغییر رژیم» خواند. او همچنین اعلام کرد که بعید می‌داند حزب عدالت و توسعه بتواند ۳۳۰ رأی لازم را از نمایندگان دریافت کند و حتی گرفتن ۲۷۵ رأی از نمایندگان هم برای وی شگفت‌انگیز خواهد بود. سلینا اوزون دوغان از نمایندگان حزب جمهوری‌خواه خلق نیز گفت که ذات تحکم گونهٔ اصلاحیه‌های پیشنهادی در عمل راه پیوستن ترکیه به اتحادیه اروپا را خواهد بست زیرا هیچ ربطی به ارزش‌های این اتحادیه ندارند. نمایندهٔ دیگری از این حزب گفت که این اصلاحیه‌ها یادآور قانون اساسی بشار اسد در سوریه است و نمی‌توان آن را یک قانون اساسی ملی نامید بلکه ترجمه‌ای از قانون اساسی سوریه است.
با وجود آن که حزب ملی‌گرای حرکت ملی از این طرح حمایت کرده بود اما گزارش‌هایی مبنی بر انتقادات همه‌جانبهٔ ملی‌گرایان ترک از اصلاحات و رهبران حزب به دلیل نقششان در نگارش پیش‌نویس به دست رسید. باهچلی در موقعیت‌های سخت همیشه در کنار حزب عدالت و توسعه قرار گرفته‌است. این بار طرفدارانش وی را «حیاط خلوت» و «چرخ زاپاس» حزب عدالت و توسعه خطاب کردند. در ۲۴ اکتبر ۲۰۱۶ پنج تن از ۴۰ نماینده عضو حزب حرکت ملی اعلام کردند که بر خلاف نظر حزب، به این اصلاحیه‌ها رأی منفی خواهند داد. اومیت اوزداغ که رقیب باهچلی در انتخابات رهبری حزب بود در میان پنج نماینده یادشده قرار داشت. اعضای حزب به همین دلیل عضویت او را در نوامبر ۲۰۱۶ لغو کردند. کمی بعد در یک نظرسنجی ثابت شد که دو سوم از طرفداران حزب حرکت ملی با اصلاحیه‌ها مخالف هستند. این در حالی بود که بیشترین افراد مردد نسبت به دیگر طرفداران احزاب در میان طرفداران همین حزب بودند. در ۲۷ دسامبر ۲۰۱۶ قادر کوچ‌دمیر نیز به عنوان پنجمین نماینده به‌طور علنی مخالفت خود با این اصلاحیات را اعلام کرد.
سخنگوی حزب دموکراتیک خلق‌ها کمی پس از انتشار اصلاحیه‌ها از آن‌ها انتقاد کرد و گفت که این اصول ضد دموکراتیک هستند و با اصل استقلال قضایی در تضاد هستند. او از ایجاد «فرمان اجرایی» و اینکه رئیس‌جمهور می‌تواند هر وقت خواست بدون نظر پارلمان یکی از آن‌ها را صادر کند انتقاد کرد. او این اصلاحیه‌ها را دارای نگارش ضعیف خواند و دلیل نگارششان را پوشاندن تخلفاتی دانست که از قانون اساسی فعلی می‌شود. با این حال یکی از اعضای این حزب به نام قادری یلدیریم در ۱۸ دسامبر ۲۰۱۶ گفت اگر اصلاحیه‌های پیشنهادی وضعیت مشخصی برای کردهای ترکیه ایجاد کنند و حقی برای شهروندان کُرد مبنی بر آموزش به زبان کردی در نظر گیرند، هیچ دلیلی برای رد این اصلاحیه‌ها نمی‌بیند. این مسئله منجر به بروز شایعاتی مبنی بر این که امکان حمایت این حزب از دولت حزب عدالت و توسعه وجود دارد، شد. با این حال بعید به نظر می‌رسید که حزب حرکت ملی از تغییرات مورد نظر حزب دموکراتیک خلق‌ها حمایت کند. در ۲۱ دسامبر ۲۰۱۶ حزب دموکراتیک خلق‌ها و حزب جمهوری‌خواه خلق طرحی مبنی بر تعارض اصلاحیه‌های پیشنهادی با قانون اساسی به پارلمان بردند اما این طرح توسط نمایندگان رد شد.

## نظرسنجی‌ها

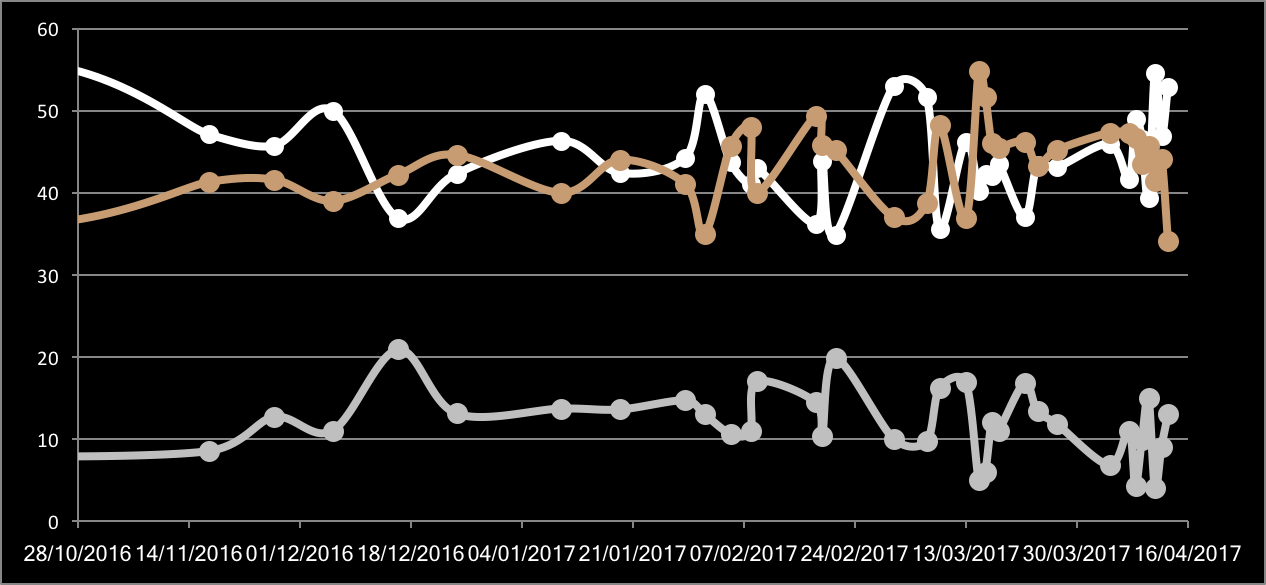
آری، نه، مردد

| تاریخ                     | مجری | جامعه نمونه | با در نظر گرفتن آرای مردد                                                                                                   | با در نظر گرفتن آرای مردد                                                                                                   | با در نظر گرفتن آرای مردد                                                                                                   | | بدون مرددها | بدون مرددها |
| تاریخ                     | مجری | جامعه نمونه | آری | نه | مردد | آری | نه | |
| ------------------------- | --- | --- | --- | --- | --- | --- | --- | --- |
| ۱۷ مارس ۲۰۱۷              | CHP | – | ۴۲٫۰ | ۴۶٫۰ | ۱۲٫۰ | | ۴۷٫۷ | ۵۲٫۳ |
| ۳ تا ۱۳ مارس ۲۰۱۷         | Politic's | ۲٬۷۵۳ | ۴۶٫۲ | ۳۶٫۹ | ۱۶٫۹ | ۵۵٫۷ | ۴۴٫۳ | |
| ۱۲ مارس ۲۰۱۷              | پس از آنکه هلند از ورود وزرای ترکیه به روتردام جلوگیری کرد، یک بحران دیپلماتیک بین دو کشور بروز کرد                         | پس از آنکه هلند از ورود وزرای ترکیه به روتردام جلوگیری کرد، یک بحران دیپلماتیک بین دو کشور بروز کرد                         | پس از آنکه هلند از ورود وزرای ترکیه به روتردام جلوگیری کرد، یک بحران دیپلماتیک بین دو کشور بروز کرد                         | پس از آنکه هلند از ورود وزرای ترکیه به روتردام جلوگیری کرد، یک بحران دیپلماتیک بین دو کشور بروز کرد                         | پس از آنکه هلند از ورود وزرای ترکیه به روتردام جلوگیری کرد، یک بحران دیپلماتیک بین دو کشور بروز کرد                         | پس از آنکه هلند از ورود وزرای ترکیه به روتردام جلوگیری کرد، یک بحران دیپلماتیک بین دو کشور بروز کرد                         | پس از آنکه هلند از ورود وزرای ترکیه به روتردام جلوگیری کرد، یک بحران دیپلماتیک بین دو کشور بروز کرد                         | پس از آنکه هلند از ورود وزرای ترکیه به روتردام جلوگیری کرد، یک بحران دیپلماتیک بین دو کشور بروز کرد                         |
| ۳ تا ۹ مارس ۲۰۱۷          | AKAM | ۸٬۱۲۰ | ۳۵٫۶ | ۴۸٫۲ | ۱۶٫۲ | | ۴۲٫۴ | ۵۷٫۶ |
| ۱ تا ۷ مارس ۲۰۱۷          | ORC | ۳٬۱۴۰ | ۵۱٫۶ | ۳۸٫۷ | ۹٫۷ | ۵۷٫۲ | ۴۲٫۸ | |
| ۲۵ فوریه تا ۲ مارس ۲۰۱۷   | MAK | ۵٬۴۰۰ | ۵۳٫۰ | ۳۷٫۰ | ۱۰٫۰ | ۵۸٫۹ | ۴۱٫۱ | |
| ۱ مارس ۲۰۱۷               | بنابر گزارش‌ها رجب طیب اردوغان از گردآوران نظرسنجی طرفدار دولت خواسته تا پایان ماه مارس از انجام نظرسنجی خودداری کنند        | بنابر گزارش‌ها رجب طیب اردوغان از گردآوران نظرسنجی طرفدار دولت خواسته تا پایان ماه مارس از انجام نظرسنجی خودداری کنند        | بنابر گزارش‌ها رجب طیب اردوغان از گردآوران نظرسنجی طرفدار دولت خواسته تا پایان ماه مارس از انجام نظرسنجی خودداری کنند        | بنابر گزارش‌ها رجب طیب اردوغان از گردآوران نظرسنجی طرفدار دولت خواسته تا پایان ماه مارس از انجام نظرسنجی خودداری کنند        | بنابر گزارش‌ها رجب طیب اردوغان از گردآوران نظرسنجی طرفدار دولت خواسته تا پایان ماه مارس از انجام نظرسنجی خودداری کنند        | بنابر گزارش‌ها رجب طیب اردوغان از گردآوران نظرسنجی طرفدار دولت خواسته تا پایان ماه مارس از انجام نظرسنجی خودداری کنند        | بنابر گزارش‌ها رجب طیب اردوغان از گردآوران نظرسنجی طرفدار دولت خواسته تا پایان ماه مارس از انجام نظرسنجی خودداری کنند        | بنابر گزارش‌ها رجب طیب اردوغان از گردآوران نظرسنجی طرفدار دولت خواسته تا پایان ماه مارس از انجام نظرسنجی خودداری کنند        |
| ۱۶ تا ۲۱ فوریه ۲۰۱۷       | AKAM | ۴٬۰۶۰ | ۳۴٫۹ | ۴۵٫۲ | ۱۹٫۹ | | ۴۳٫۶ | ۵۶٫۴ |
| ۱۶ تا ۱۹ فوریه ۲۰۱۷       | NET | ۳٬۵۳۵ | ۴۳٫۸ | ۴۵٫۸ | ۱۰٫۴ | ۴۸٫۹ | ۵۱٫۱ | |
| ۱۰ تا ۱۸ فوریه ۲۰۱۷       | THEMİS | ۱٬۹۸۵ | ۳۶٫۲ | ۴۹٫۳ | ۱۴٫۵ | ۴۲٫۴ | ۵۷٫۶ | |
| ۱۰ فوریه ۲۰۱۷             | رجب طیب اردوغان پذیرفت تا همه‌پرسی در روز یکشنبه ۱۶ آوریل ۲۰۱۷ برگزار شود                                                    | رجب طیب اردوغان پذیرفت تا همه‌پرسی در روز یکشنبه ۱۶ آوریل ۲۰۱۷ برگزار شود                                                    | رجب طیب اردوغان پذیرفت تا همه‌پرسی در روز یکشنبه ۱۶ آوریل ۲۰۱۷ برگزار شود                                                    | رجب طیب اردوغان پذیرفت تا همه‌پرسی در روز یکشنبه ۱۶ آوریل ۲۰۱۷ برگزار شود                                                    | رجب طیب اردوغان پذیرفت تا همه‌پرسی در روز یکشنبه ۱۶ آوریل ۲۰۱۷ برگزار شود                                                    | رجب طیب اردوغان پذیرفت تا همه‌پرسی در روز یکشنبه ۱۶ آوریل ۲۰۱۷ برگزار شود                                                    | رجب طیب اردوغان پذیرفت تا همه‌پرسی در روز یکشنبه ۱۶ آوریل ۲۰۱۷ برگزار شود                                                    | رجب طیب اردوغان پذیرفت تا همه‌پرسی در روز یکشنبه ۱۶ آوریل ۲۰۱۷ برگزار شود                                                    |
| ۹ فوریه ۲۰۱۷              | Sonar | – | ۴۳٫۰ | ۴۰٫۰ | ۱۷٫۰ | | ۵۱٫۸ | ۴۸٫۲ |
| ۸ فوریه ۲۰۱۷              | CHP | – | ۴۱٫۰ | ۴۸٫۰ | ۱۱٫۰ | ۴۶٫۱ | ۵۳٫۹ | |
| ۴ تا ۵ فوریه ۲۰۱۷         | Gezici | ۲٬۸۶۰ | ۴۳٫۷ | ۴۵٫۷ | ۱۰٫۶ | ۴۸٫۹ | ۵۱٫۱ | |
| ۲۶ ژانویه تا ۱ فوریه ۲۰۱۷ | MAK | ۵٬۴۰۰ | ۵۲٫۰ | ۳۵٫۰ | ۱۳٫۰ | ۵۹٫۸ | ۴۰٫۲ | |
| ۳۰ ژانویه ۲۰۱۷            | GENAR | – | ۵۵٫۰ | ۴۵٫۰ | – | ۵۵٫۰ | ۴۵٫۰ | |
| ۲۴ تا ۲۹ ژانویه ۲۰۱۷      | Konsensus | ۱٬۴۹۹ | ۴۴٫۲ | ۴۱٫۱ | ۱۴٫۷ | ۵۱٫۸ | ۴۸٫۲ | |
| ۲۶ ژانویه ۲۰۱۷            | Gezici | – | ۴۱٫۸ | ۵۸٫۲ | – | ۴۱٫۸ | ۵۸٫۲ | |
| ۲۱ ژانویه ۲۰۱۷            | پارلمان قبول کرد تا ۱۸ اصلاحیهٔ مطرح‌شده به همه‌پرسی گذاشته شود                                                                | پارلمان قبول کرد تا ۱۸ اصلاحیهٔ مطرح‌شده به همه‌پرسی گذاشته شود                                                                | پارلمان قبول کرد تا ۱۸ اصلاحیهٔ مطرح‌شده به همه‌پرسی گذاشته شود                                                                | پارلمان قبول کرد تا ۱۸ اصلاحیهٔ مطرح‌شده به همه‌پرسی گذاشته شود                                                                | پارلمان قبول کرد تا ۱۸ اصلاحیهٔ مطرح‌شده به همه‌پرسی گذاشته شود                                                                | پارلمان قبول کرد تا ۱۸ اصلاحیهٔ مطرح‌شده به همه‌پرسی گذاشته شود                                                                | پارلمان قبول کرد تا ۱۸ اصلاحیهٔ مطرح‌شده به همه‌پرسی گذاشته شود                                                                | پارلمان قبول کرد تا ۱۸ اصلاحیهٔ مطرح‌شده به همه‌پرسی گذاشته شود                                                                |
| ۶ تا ۹ ژانویه ۲۰۱۷        | MetroPoll | ۲٬۰۰۰ | ۴۲٫۴ | ۴۴٫۰ | ۱۳٫۶ | | ۴۹٫۱ | ۵۰٫۹ |
| ۱۱ تا ۱۷ ژانویه ۲۰۱۷      | AKAM | ۲٬۲۴۰ | ۴۲٫۴ | ۵۷٫۶ | – | ۴۲٫۴ | ۵۷٫۶ | |
| ۱ تا ۱۱ ژانویه ۲۰۱۷       | ORC | ۲٬۳۴۰ | ۶۲٫۰ | ۳۸٫۰ | – | ۶۲٫۰ | ۳۸٫۰ | |
| ۳ تا ۱۰ ژانویه ۲۰۱۷       | Optimar | ۲٬۰۴۳ | ۴۶٫۳ | ۴۰٫۰ | ۱۳٫۷ | ۵۳٫۶ | ۴۶٫۴ | |
| ۱ تا ۲۵ دسامبر ۲۰۱۶       | Sonar | ۵٬۰۰۰ | ۴۲٫۳ | ۴۴٫۶ | ۱۳٫۱ | ۴۸٫۷ | ۵۱٫۳ | |
| ۱۵ دسامبر ۲۰۱۶            | ORC | ۲٬۴۵۰ | ۶۱٫۰ | ۳۹٫۰ | – | ۶۱٫۰ | ۳۹٫۰ | |
| ۱ تا ۸ دسامبر ۲۰۱۶        | حزب عدالت و توسعه و حزب حرکت ملی بر یک پیش‌نویس به توافق رسیدند و آن را برای مشورت به پارلمان فرستادند                       | حزب عدالت و توسعه و حزب حرکت ملی بر یک پیش‌نویس به توافق رسیدند و آن را برای مشورت به پارلمان فرستادند                       | حزب عدالت و توسعه و حزب حرکت ملی بر یک پیش‌نویس به توافق رسیدند و آن را برای مشورت به پارلمان فرستادند                       | حزب عدالت و توسعه و حزب حرکت ملی بر یک پیش‌نویس به توافق رسیدند و آن را برای مشورت به پارلمان فرستادند                       | حزب عدالت و توسعه و حزب حرکت ملی بر یک پیش‌نویس به توافق رسیدند و آن را برای مشورت به پارلمان فرستادند                       | حزب عدالت و توسعه و حزب حرکت ملی بر یک پیش‌نویس به توافق رسیدند و آن را برای مشورت به پارلمان فرستادند                       | حزب عدالت و توسعه و حزب حرکت ملی بر یک پیش‌نویس به توافق رسیدند و آن را برای مشورت به پارلمان فرستادند                       | حزب عدالت و توسعه و حزب حرکت ملی بر یک پیش‌نویس به توافق رسیدند و آن را برای مشورت به پارلمان فرستادند                       |
| ۳۰ نوامبر ۲۰۱۶            | MetroPoll | – | ۳۹٫۰ | ۵۱٫۰ | ۱۰٫۰ | | ۴۳٫۳ | ۵۶٫۷ |
| ۲۶ تا ۲۷ نوامبر ۲۰۱۶      | A&G | ۳٬۰۱۰ | ۴۵٫۷ | ۴۱٫۶ | ۱۲٫۷ | ۵۲٫۴ | ۴۷٫۶ | |
| ۱۵ تا ۱۷ نوامبر ۲۰۱۶      | Andy-AR | ۱٬۵۱۶ | ۴۷٫۱ | ۴۱٫۳ | ۸٫۵ | ۵۳٫۳ | ۴۶٫۷ | |
| ۳۱ اکتبر ۲۰۱۶             | حزب عدالت و توسعه پیشنهادها خود را به حزب حرکت ملی ارائه داد تا در مورد آن‌ها گفتگو صورت گیرد.                               | حزب عدالت و توسعه پیشنهادها خود را به حزب حرکت ملی ارائه داد تا در مورد آن‌ها گفتگو صورت گیرد.                               | حزب عدالت و توسعه پیشنهادها خود را به حزب حرکت ملی ارائه داد تا در مورد آن‌ها گفتگو صورت گیرد.                               | حزب عدالت و توسعه پیشنهادها خود را به حزب حرکت ملی ارائه داد تا در مورد آن‌ها گفتگو صورت گیرد.                               | حزب عدالت و توسعه پیشنهادها خود را به حزب حرکت ملی ارائه داد تا در مورد آن‌ها گفتگو صورت گیرد.                               | حزب عدالت و توسعه پیشنهادها خود را به حزب حرکت ملی ارائه داد تا در مورد آن‌ها گفتگو صورت گیرد.                               | حزب عدالت و توسعه پیشنهادها خود را به حزب حرکت ملی ارائه داد تا در مورد آن‌ها گفتگو صورت گیرد.                               | حزب عدالت و توسعه پیشنهادها خود را به حزب حرکت ملی ارائه داد تا در مورد آن‌ها گفتگو صورت گیرد.                               |
| ۱۰ تا ۱۶ اکتبر ۲۰۱۶       | ORC | ۲۱٬۹۸۰ | ۵۵٫۹ | ۳۶٫۲ | ۷٫۹ | | ۶۰٫۷ | ۳۹٫۳ |
| ۱۱ تا ۱۲ اکتبر ۲۰۱۶       | بن‌علی ییلدیریم نخست‌وزیر ترکیه درخواست حزب حرکت ملی از حزب عدالت و توسعه مبنی بر ارائهٔ پیشنهادها به مجلس ملی کبیر را پذیرفت. | بن‌علی ییلدیریم نخست‌وزیر ترکیه درخواست حزب حرکت ملی از حزب عدالت و توسعه مبنی بر ارائهٔ پیشنهادها به مجلس ملی کبیر را پذیرفت. | بن‌علی ییلدیریم نخست‌وزیر ترکیه درخواست حزب حرکت ملی از حزب عدالت و توسعه مبنی بر ارائهٔ پیشنهادها به مجلس ملی کبیر را پذیرفت. | بن‌علی ییلدیریم نخست‌وزیر ترکیه درخواست حزب حرکت ملی از حزب عدالت و توسعه مبنی بر ارائهٔ پیشنهادها به مجلس ملی کبیر را پذیرفت. | بن‌علی ییلدیریم نخست‌وزیر ترکیه درخواست حزب حرکت ملی از حزب عدالت و توسعه مبنی بر ارائهٔ پیشنهادها به مجلس ملی کبیر را پذیرفت. | بن‌علی ییلدیریم نخست‌وزیر ترکیه درخواست حزب حرکت ملی از حزب عدالت و توسعه مبنی بر ارائهٔ پیشنهادها به مجلس ملی کبیر را پذیرفت. | بن‌علی ییلدیریم نخست‌وزیر ترکیه درخواست حزب حرکت ملی از حزب عدالت و توسعه مبنی بر ارائهٔ پیشنهادها به مجلس ملی کبیر را پذیرفت. | بن‌علی ییلدیریم نخست‌وزیر ترکیه درخواست حزب حرکت ملی از حزب عدالت و توسعه مبنی بر ارائهٔ پیشنهادها به مجلس ملی کبیر را پذیرفت. |
| ۵ تا ۱۲ ژوئن ۲۰۱۶         | ORC | ۲٬۲۴۰ | ۵۸٫۹ | ۴۱٫۱ | – | | ۵۸٫۹ | ۴۱٫۱ |
| ۱ ژوئن ۲۰۱۶               | MetroPoll | ۱٬۲۰۰ | ۴۱٫۹ | ۴۷٫۵ | ۱۰٫۵ | ۴۶٫۹ | ۵۳٫۱ | |
| ۳۰ مه ۲۰۱۶                | Optimar | ۱٬۵۰۸ | ۴۹٫۳ | ۴۱٫۶ | ۹٫۱ | ۵۴٫۲ | ۴۵٫۸ | |
| ۵ تا ۶ مه ۲۰۱۶            | ORC | ۱٬۲۶۵ | ۵۸٫۴ | ۴۱٫۶ | – | ۵۸٫۴ | ۴۱٫۶ | |
| ۲۵ تا ۲۹ آوریل ۲۰۱۶       | MAK | ۵٬۵۰۰ | ۵۷٫۰ | ۳۳٫۰ | ۱۰٫۰ | ۶۳٫۳ | ۳۶٫۷ | |
| ۲۵ آوریل ۲۰۱۶             | AKAM | ۱٬۲۱۴ | ۳۵٫۰ | ۴۵٫۷ | ۱۹٫۳ | ۴۳٫۴ | ۵۶٫۶ | |
| ۲ تا ۶ مارس ۲۰۱۶          | ORC | ۴٬۱۷۶ | ۵۷٫۰ | ۴۳٫۰ | – | ۵۷٫۰ | ۴۳٫۰ | |
| ۲۷ ژانویه تا ۳ فوریه ۲۰۱۶ | ORC | ۸٬۳۲۹ | ۵۶٫۱ | ۴۳٫۹ | – | ۵۶٫۱ | ۴۳٫۹ | |
| ۱ ژانویه ۲۰۱۶             | GENAR | ۴٬۹۰۰ | ۵۵٫۰ | ۴۰٫۸ | ۴٫۲ | ۵۷٫۴ | ۴۲٫۶ | |
| ۱۸ مه ۲۰۱۵                | Gezici | ۴٬۸۶۰ | ۲۳٫۸ | ۷۶٫۲ | – | ۲۳٫۸ | ۷۶٫۲ | |
| ۲۳ فوریه ۲۰۱۵             | Gezici | ۳٬۸۴۰ | ۲۳٫۲ | ۷۶٫۸ | – | ۲۳٫۲ | ۷۶٫۸ | |
| ۳ فوریه ۲۰۱۵              | MetroPoll | – | ۳۴٫۳ | ۴۲٫۲ | ۲۳٫۵ | ۴۴٫۸ | ۵۵٫۲ | |

## نتایج

### نتایج کلی
| انتخاب                                | آراء داخل کشور | %          | آراء خارج کشور | %     | دیگر آراء | %     | مجموع آراء | %          |
| ------------------------------------- | -------------- | ---------- | -------------- | ----- | --------- | ----- | ---------- | ---------- |
| بله                                   | ۲۴,۳۲۵,۸۱۷     | ۵۱.۲۳      | ۸۳۱,۲۰۸        | ۵۹.۴۶ | ۵۲,۹۶۱    | ۵۴.۱۷ | ۲۵,۱۵۷,۰۲۵ | ۵۱.۴۱      |
| خیر                                   | ۲۳,۲۰۱,۷۲۶     | ۴۸.۷۷      | ۵۷۵,۳۶۵        | ۴۰.۵۴ | ۴۴,۸۱۶    | ۴۵.۸۳ | ۲۳,۷۷۷,۰۹۱ | ۴۸.۵۹      |
| آراء معتبر                            | ۴۷,۵۲۷,۵۴۳     | ۹۸.۲۵      | ۱,۳۰۸,۷۹۶      |       | ۹۷,۷۷۷    |       | ۴۸,۹۳۴,۱۱۶ |            |
| آراء نامعتبر/خالی                     | ۸۴۷,۳۹۳        | ۱.۷۵       | ۱۶,۸۹۲         |       | ۷۶۲       |       | ۸۶۵,۰۴۷    |            |
| شرکت مردم                             | ۴۸,۳۷۴,۹۳۶     | ۸۷.۴۵      |                |       |           |       |            | ۸۵.۱۰      |
| آراء ثبت شده                          | ۵۵,۳۱۹,۵۶۷     | ۵۵,۳۱۹,۵۶۷ |                |       |           |       | ۵۸,۵۲۰,۲۲۲ | ۵۸,۵۲۰,۲۲۲ |
| منبع: NTV Yeni Şafak (نتایج غیر رسمی) |                |            |                |       |           |       |            |            |

### نتایج بر اساس استان
| استان               | آراء ثبت شده | آراء مردم | آراء معتبر | آراء نامعتبر | بله        | بله (%) | خیر        | خیر (%) | شرکت مردم (%) |
| ------------------- | ------------ | --------- | ---------- | ------------ | ---------- | ------- | ---------- | ------- | ------------- |
| استان آدانا         |              |           |            |              | ۵۳۶٬۲۶۵    | ۴۱٫۸۵   | ۷۴۵٬۰۲۱    | ۵۸٫۱۵   |               |
| استان آدیامان       |              |           |            |              | ۲۳۰٬۴۳۴    | ۶۹٫۸۳   | ۹۹٬۵۶۷     | ۳۰٫۱۷   |               |
| استان افیون قره‌حصار |              |           |            |              | ۲۸۱٬۳۷۷    | ۶۴٫۵۸   | ۱۵۴٬۳۱۷    | ۳۵٫۴۲   |               |
| استان آغری          |              |           |            |              | ۸۷٬۱۴۵     | ۴۳٫۰۶   | ۱۱۵٬۲۲۴    | ۵۶٫۹۴   |               |
| استان آق‌سرای        |              |           |            |              | ۱۶۲٬۷۹۵    | ۷۵٫۵۷   | ۵۲٬۶۲۳     | ۲۴٫۴۳   |               |
| استان آماسیه        |              |           |            |              | ۱۲۱٬۲۱۷    | ۵۶٫۲۹   | ۹۴٬۱۳۶     | ۴۳٫۷۱   |               |
| استان آنکارا        |              |           |            |              | ۱٬۶۶۹٬۰۴۷  | ۴۸٫۸۷   | ۱٬۷۴۶٬۳۲۰  | ۵۱٫۱۳   |               |
| استان آنتالیا       |              |           |            |              | ۵۷۴٬۶۴۴    | ۴۰٫۹۴   | ۸۲۸٬۸۶۲    | ۵۹٫۰۶   |               |
| استان اردهان        |              |           |            |              | ۲۳٬۴۶۰     | ۴۴٫۳۶   | ۲۹٬۴۲۰     | ۵۵٫۶۴   |               |
| استان آرتوین        |              |           |            |              | ۴۹٬۹۸۲     | ۴۶٫۹۵   | ۵۶٬۴۸۳     | ۵۳٫۰۵   |               |
| استان آیدین         |              |           |            |              | ۲۴۵٬۴۳۱    | ۳۵٫۷۴   | ۴۴۱٬۲۷۶    | ۶۴٫۲۶   |               |
| استان بالیکسیر      |              |           |            |              | ۳۶۸٬۸۱۷    | ۴۵٫۵۳   | ۴۴۱٬۱۵۷    | ۵۴٫۴۷   |               |
| استان بارتین        |              |           |            |              | ۶۷٬۷۳۹     | ۵۶٫۰۳   | ۵۳٬۱۶۰     | ۴۳٫۹۷   |               |
| استان باتمان        |              |           |            |              | ۹۶٬۴۲۴     | ۳۶٫۴۸   | ۱۶۷٬۹۱۷    | ۶۳٫۵۲   |               |
| استان بایبورد       |              |           |            |              | ۳۷٬۶۲۰     | ۸۱٫۶۷   | ۸٬۴۴۶      | ۱۸٫۳۳   |               |
| استان بیله‌جک        |              |           |            |              | ۶۵٬۸۹۷     | ۴۸٫۸۹   | ۶۸٬۸۹۵     | ۵۱٫۱۱   |               |
| استان بینگول        |              |           |            |              | ۹۵٬۹۵۹     | ۷۲٫۶۷   | ۳۶٬۰۸۷     | ۲۷٫۳۳   |               |
| استان بتلیس         |              |           |            |              | ۸۷٬۸۷۱     | ۵۹٫۳۶   | ۶۰٬۱۶۳     | ۴۰٫۶۴   |               |
| استان بولی          |              |           |            |              | ۱۲۰٬۷۳۳    | ۶۲٫۲۹   | ۷۳٬۱۰۱     | ۳۷٫۷۱   |               |
| استان بوردور        |              |           |            |              | ۸۷٬۳۹۳     | ۵۱٫۷۳   | ۸۱٬۵۵۶     | ۴۸٫۲۷   |               |
| استان بورسا         |              |           |            |              | ۹۸۷٬۶۶۷    | ۵۳٫۲۱   | ۸۶۸٬۶۱۰    | ۴۶٫۷۹   |               |
| استان چناق‌قلعه      |              |           |            |              | ۱۳۹٬۹۹۵    | ۳۹٫۵۵   | ۲۱۳٬۹۴۰    | ۶۰٫۴۵   |               |
| استان چانقری        |              |           |            |              | ۷۹٬۸۷۲     | ۷۳٫۴۶   | ۲۸٬۸۵۶     | ۲۶٫۵۴   |               |
| استان چوروم         |              |           |            |              | ۲۱۹٬۶۹۰    | ۶۴٫۵۷   | ۱۲۰٬۵۴۸    | ۳۵٫۴۳   |               |
| استان دنیزلی        |              |           |            |              | ۲۸۹٬۸۷۶    | ۴۴٫۵۳   | ۳۶۱٬۱۰۹    | ۵۵٫۴۷   |               |
| استان دیاربکر       |              |           |            |              | ۲۵۱٬۷۴۰    | ۳۲٫۴۲   | ۵۲۴٬۸۲۷    | ۶۷٫۵۸   |               |
| استان دوزجه         |              |           |            |              | ۱۶۳٬۹۵۵    | ۷۰٫۵۵   | ۶۸٬۴۲۷     | ۲۹٫۴۵   |               |
| استان ادرنه         |              |           |            |              | ۷۸٬۸۷۷     | ۲۹٫۵۰   | ۱۸۸٬۴۶۹    | ۷۰٫۵۰   |               |
| استان الازیغ        |              |           |            |              | ۲۴۰٬۷۷۳    | ۷۱٫۸۲   | ۹۴٬۴۴۹     | ۲۸٫۱۸   |               |
| استان ارزنجان       |              |           |            |              | ۸۰٬۹۰۸     | ۶۰٫۵۰   | ۵۲٬۸۱۶     | ۳۹٫۵۰   |               |
| استان ارزروم        |              |           |            |              | ۳۰۰٬۵۴۵    | ۷۴٫۵۰   | ۱۰۲٬۸۶۹    | ۲۵٫۵۰   |               |
| استان اسکی‌شهر       |              |           |            |              | ۲۳۶٬۸۰۷    | ۴۲٫۴۳   | ۳۲۱٬۲۷۳    | ۵۷٫۵۷   |               |
| استان غازی‌عینتاب    |              |           |            |              | ۶۰۳٬۸۹۴    | ۶۲٫۴۴   | ۳۶۳٬۱۹۸    | ۳۷٫۵۶   |               |
| استان گره‌سون        |              |           |            |              | ۱۶۴٬۵۷۵    | ۶۱٫۶۹   | ۱۰۲٬۲۱۹    | ۳۸٫۳۱   |               |
| استان گوموش‌خانه     |              |           |            |              | ۵۴٬۶۰۱     | ۷۵٫۱۶   | ۱۸٬۰۵۰     | ۲۴٫۸۴   |               |
| استان حکاری         |              |           |            |              | ۴۰٬۹۴۰     | ۳۲٫۳۵   | ۸۵٬۶۳۰     | ۶۷٫۶۵   |               |
| استان ختای          |              |           |            |              | ۴۰۱٬۰۵۷    | ۴۵٫۶۴   | ۴۷۷٬۷۲۴    | ۵۴٫۳۶   |               |
| استان ایغدیر        |              |           |            |              | ۳۰٬۸۴۴     | ۳۴٫۸۶   | ۵۷٬۶۲۹     | ۶۵٫۱۴   |               |
| استان اسپارتا       |              |           |            |              | ۱۴۸٬۸۶۸    | ۵۶٫۰۴   | ۱۱۶٬۷۷۵    | ۴۳٫۹۶   |               |
| استان استانبول      |              |           |            |              | ۴٬۴۷۹٬۷۴۷  | ۴۸٫۶۵   | ۴٬۷۲۷٬۷۶۱  | ۵۱٫۳۵   |               |
| استان ازمیر         |              |           |            |              | ۸۷۰٬۸۶۰    | ۳۱٫۲۲   | ۱٬۹۱۸٬۷۰۰  | ۶۸٫۷۸   |               |
| استان قهرمان‌مرعش    |              |           |            |              | ۴۵۸٬۰۹۳    | ۷۳٫۹۵   | ۱۶۱٬۳۸۶    | ۲۶٫۰۵   |               |
| استان قره‌بوک        |              |           |            |              | ۸۹٬۰۴۲     | ۶۰٫۷۳   | ۵۷٬۵۷۴     | ۳۹٫۲۷   |               |
| استان قرامان        |              |           |            |              | ۹۴٬۲۴۷     | ۶۳٫۸۵   | ۵۳٬۳۷۰     | ۳۶٫۱۵   |               |
| استان قارص          |              |           |            |              | ۷۰٬۸۹۳     | ۵۰٫۹۹   | ۶۸٬۱۳۱     | ۴۹٫۰۱   |               |
| استان قسطمونی       |              |           |            |              | ۱۴۷٬۵۶۷    | ۶۴٫۸۴   | ۸۰٬۰۱۳     | ۳۵٫۱۶   |               |
| استان قیصریه        |              |           |            |              | ۵۵۷٬۱۷۲    | ۶۷٫۷۵   | ۲۶۵٬۲۰۳    | ۳۲٫۲۵   |               |
| استان کیلیس         |              |           |            |              | ۴۴٬۵۱۳     | ۶۴٫۱۳   | ۲۴٬۸۹۵     | ۳۵٫۸۷   |               |
| استان قرق‌قلعه       |              |           |            |              | ۱۰۳٬۶۱۴    | ۶۲٫۴۴   | ۶۲٬۳۳۵     | ۳۷٫۵۶   |               |
| استان قرقلرایلی     |              |           |            |              | ۶۸٬۵۵۳     | ۲۸٫۶۷   | ۱۷۰٬۵۶۸    | ۷۱٫۳۳   |               |
| استان قرشهر         |              |           |            |              | ۷۲٬۳۶۲     | ۵۳٫۳۰   | ۶۳٬۳۸۹     | ۴۶٫۷۰   |               |
| استان قوجاایلی      |              |           |            |              | ۶۵۰٬۱۷۴    | ۵۶٫۶۹   | ۴۹۶٬۷۱۶    | ۴۳٫۳۱   |               |
| استان قونیه         |              |           |            |              | ۹۲۸٬۵۱۶    | ۷۲٫۸۸   | ۳۴۵٬۵۹۸    | ۲۷٫۱۲   |               |
| استان کوتاهیه       |              |           |            |              | ۲۶۱٬۲۴۲    | ۷۰٫۲۹   | ۱۱۰٬۴۱۰    | ۲۹٫۷۱   |               |
| استان ملطیه         |              |           |            |              | ۳۲۳٬۶۳۱    | ۶۹٫۵۷   | ۱۴۱٬۵۳۷    | ۳۰٫۴۳   |               |
| استان مانیسا        |              |           |            |              | ۴۱۷٬۲۶۷    | ۴۵٫۶۷   | ۴۹۶٬۴۵۸    | ۵۴٫۳۳   |               |
| استان ماردین        |              |           |            |              | ۱۴۹٬۵۵۸    | ۴۰٫۹۶   | ۲۱۵٬۵۸۱    | ۵۹٫۰۴   |               |
| استان مرسین         |              |           |            |              | ۳۸۷٬۶۲۷    | ۳۵٫۹۹   | ۶۸۹٬۵۰۸    | ۶۴٫۰۱   |               |
| استان موغله         |              |           |            |              | ۱۸۴٬۵۲۰    | ۳۰٫۷۳   | ۴۱۵٬۹۰۱    | ۶۹٫۲۷   |               |
| استان موش           |              |           |            |              | ۸۷٬۳۱۴     | ۵۰٫۵۶   | ۸۵٬۳۷۰     | ۴۹٫۴۴   |               |
| استان نوشهر         |              |           |            |              | ۱۱۷٬۵۴۸    | ۶۵٫۵۹   | ۶۱٬۶۶۳     | ۳۴٫۴۱   |               |
| استان نیغده         |              |           |            |              | ۱۱۸٬۱۵۰    | ۵۹٫۸۲   | ۷۹٬۳۴۴     | ۴۰٫۱۸   |               |
| استان اردو          |              |           |            |              | ۲۷۵٬۳۴۴    | ۶۱٫۹۰   | ۱۶۹٬۴۸۱    | ۳۸٫۱۰   |               |
| استان عثمانیه       |              |           |            |              | ۱۶۹٬۶۵۲    | ۵۷٫۸۱   | ۱۲۳٬۸۱۱    | ۴۲٫۱۹   |               |
| استان ریزه          |              |           |            |              | ۱۵۵٬۰۳۰    | ۷۵٫۵۶   | ۵۰٬۱۵۷     | ۲۴٫۴۴   |               |
| استان سقاریه        |              |           |            |              | ۴۱۲٬۸۴۹    | ۶۸٫۰۸   | ۱۹۳٬۵۸۸    | ۳۱٫۹۲   |               |
| استان سامسون        |              |           |            |              | ۵۰۷٬۲۶۷    | ۶۳٫۵۶   | ۲۹۰٬۸۳۷    | ۳۶٫۴۴   |               |
| استان شانلی‌اورفه    |              |           |            |              | ۵۹۹٬۰۹۲    | ۷۰٫۸۲   | ۲۴۶٬۸۱۲    | ۲۹٫۱۸   |               |
| استان سعرد          |              |           |            |              | ۶۸٬۲۴۲     | ۴۷٫۹۳   | ۷۴٬۱۴۳     | ۵۲٫۰۷   |               |
| استان سینوپ         |              |           |            |              | ۷۳٬۴۸۸     | ۵۷٫۹۰   | ۵۳٬۴۳۷     | ۴۲٫۱۰   |               |
| استان شرناق         |              |           |            |              | ۵۸٬۸۲۸     | ۲۸٫۴۱   | ۱۴۸٬۲۱۳    | ۷۱٫۵۹   |               |
| استان سیواس         |              |           |            |              | ۲۶۲٬۵۰۶    | ۷۱٫۳۰   | ۱۰۵٬۶۸۳    | ۲۸٫۷۰   |               |
| استان تکیرداغ       |              |           |            |              | ۲۴۲٬۶۲۷    | ۳۸٫۹۸   | ۳۷۹٬۸۰۹    | ۶۱٫۰۲   |               |
| استان توقات         |              |           |            |              | ۲۲۶٬۹۹۹    | ۶۳٫۲۷   | ۱۳۱٬۷۷۲    | ۳۶٫۷۳   |               |
| استان ترابزون       |              |           |            |              | ۳۱۶٬۲۹۸    | ۶۶٫۴۷   | ۱۵۹٬۵۷۳    | ۳۳٫۵۳   |               |
| استان تونج‌ایلی      |              |           |            |              | ۹٬۸۴۴      | ۱۹٫۵۸   | ۴۰٬۴۲۹     | ۸۰٫۴۲   |               |
| استان عشاق          |              |           |            |              | ۱۰۹٬۲۷۰    | ۴۷٫۰۴   | ۱۲۳٬۰۱۷    | ۵۲٫۹۶   |               |
| استان وان           |              |           |            |              | ۱۹۳٬۵۸۴    | ۴۲٫۷۲   | ۲۵۹٬۵۷۵    | ۵۷٫۲۸   |               |
| استان یالوا         |              |           |            |              | ۷۱٫۵۹      | ۴۹٫۷۳   | ۷۲٬۷۰۸     | ۵۰٫۲۷   |               |
| استان یوزغاد        |              |           |            |              | ۱۷۹٬۵۴۳    | ۷۴٫۲۴   | ۶۲٬۲۹۱     | ۲۵٫۷۶   |               |
| استان زونگولداغ     |              |           |            |              | ۱۸۶٬۰۷۷    | ۴۹٫۳۳   | ۱۹۱٬۰۹۹    | ۵۰٫۶۷   |               |
| نتایج در سراسر کشور |              |           |            |              | ۲۵٬۱۵۶٬۸۶۰ | ۵۱٫۴۱   | ۲۳٬۷۷۷٬۰۱۴ | ۴۸٫۵۹   |               |

### نتایج خارج از کشور
| کشور                  | آراء ثبت شده | مردم شرکت کرده | آراء معتبر | آراء نامعتبر | بله     | بله (٪) | خیر     | خیر (٪) | شرکت مردم (٪) |
| --------------------- | ------------ | -------------- | ---------- | ------------ | ------- | ------- | ------- | ------- | ------------- |
| آلبانی                |              |                |            |              | ۱۵۳     | ۴۱٫۸۰٪  | ۲۱۳     | ۵۸٫۲۰٪  |               |
| الجزایر               |              |                |            |              | ۳۵۶     | ۴۳٫۰۰٪  | ۴۷۲     | ۵۷٫۰۰٪  |               |
| استرالیا              |              |                |            |              | ۵٬۹۶۰   | ۴۱٫۸۲٪  | ۸٬۲۹۰   | ۵۸٫۱۸٪  |               |
| اتریش                 |              |                |            |              | ۳۸٬۲۱۵  | ۷۳٫۲۳٪  | ۱۳٬۹۷۲  | ۲۶٫۷۷٪  |               |
| جمهوری آذربایجان      |              |                |            |              | ۱٬۰۲۴   | ۳۸٫۳۱٪  | ۱٬۶۴۹   | ۶۱٫۶۹٪  |               |
| بحرین                 |              |                |            |              | ۶۹      | ۱۳٫۵۶٪  | ۴۴۰     | ۸۶٫۴۴٪  |               |
| بلژیک                 |              |                |            |              | ۵۴٬۰۸۳  | ۷۴٫۹۸٪  | ۱۸٬۰۴۴  | ۲۵٫۰۲٪  |               |
| بوسنی و هرزگوین       |              |                |            |              | ۷۵۰     | ۶۱٫۸۳٪  | ۴۶۳     | ۳۸٫۱۷٪  |               |
| بلغارستان             |              |                |            |              | ۳۶۵     | ۲۸٫۶۵٪  | ۹۰۹     | ۷۱٫۳۵٪  |               |
| کانادا                |              |                |            |              | ۳٬۲۴۷   | ۲۷٫۹۲٪  | ۸٬۳۸۴   | ۷۲٫۰۸٪  |               |
| جمهوری خلق چین        |              |                |            |              | ۲۱۳     | ۲۳٫۷۷٪  | ۶۸۳     | ۷۶٫۲۳٪  |               |
| جمهوری چک             |              |                |            |              | ۷۳      | ۱۲٫۵۴٪  | ۵۰۹     | ۸۷٫۴۶٪  |               |
| دانمارک               |              |                |            |              | ۶٬۶۰۴   | ۶۰٫۶۳٪  | ۴٬۲۸۸   | ۳۹٫۳۷٪  |               |
| مصر                   |              |                |            |              | ۲۵۹     | ۵۹٫۰۰٪  | ۱۸۰     | ۴۱٫۰۰٪  |               |
| فنلاند                |              |                |            |              | ۵۵۸     | ۲۸٫۴۵٪  | ۱٬۴۰۳   | ۷۱٫۵۵٪  |               |
| فرانسه                |              |                |            |              | ۹۱٬۲۶۶  | ۶۴٫۸۵٪  | ۴۹٬۴۷۵  | ۳۵٫۱۵٪  |               |
| گرجستان               |              |                |            |              | ۲۸۵     | ۴۰٫۶۶٪  | ۴۱۶     | ۵۹٫۳۴٪  |               |
| آلمان                 |              |                |            |              | ۴۱۲٬۱۴۹ | ۶۳٫۰۷٪  | ۲۴۱٬۳۵۳ | ۳۶٫۹۳٪  |               |
| یونان                 |              |                |            |              | ۱۷۶     | ۲۲٫۶۲٪  | ۶۰۲     | ۷۷٫۳۸٪  |               |
| مجارستان              |              |                |            |              | ۲۳۲     | ۲۵٫۷۵٪  | ۶۶۹     | ۷۴٫۲۵٪  |               |
| ایران                 |              |                |            |              | ۱۲۱     | ۴۵٫۳۲٪  | ۱۴۶     | ۵۴٫۶۸٪  |               |
| عراق                  |              |                |            |              | ۱۱۹     | ۳۴٫۵۹٪  | ۲۲۵     | ۶۵٫۴۱٪  |               |
| جزیره ایرلند          |              |                |            |              | ۱۷۳     | ۱۹٫۹۳٪  | ۶۹۵     | ۸۰٫۰۷٪  |               |
| اسرائیل               |              |                |            |              | ۲۸۴     | ۴۳٫۴۳٪  | ۳۷۰     | ۵۶٫۵۷٪  |               |
| ایتالیا               |              |                |            |              | ۲٬۱۳۵   | ۳۷٫۹۴٪  | ۳٬۴۹۲   | ۶۲٫۰۶٪  |               |
| ژاپن                  |              |                |            |              | ۴۱۶     | ۳۶٫۱۱٪  | ۷۳۶     | ۶۳٫۸۹٪  |               |
| اردن                  |              |                |            |              | ۳۴۹     | ۷۵٫۸۷٪  | ۱۱۱     | ۲۴٫۱۳٪  |               |
| قزاقستان              |              |                |            |              | ۶۳۶     | ۴۱٫۴۱٪  | ۹۰۰     | ۵۸٫۵۹٪  |               |
| کوزوو                 |              |                |            |              | ۴۰۴     | ۵۷٫۱۴٪  | ۳۰۳     | ۴۲٫۸۶٪  |               |
| کویت                  |              |                |            |              | ۱۹۱     | ۲۳٫۳۸٪  | ۶۲۶     | ۷۶٫۶۲٪  |               |
| قرقیزستان             |              |                |            |              | ۴۹۹     | ۵۷٫۳۶٪  | ۳۷۱     | ۴۲٫۶۴٪  |               |
| لبنان                 |              |                |            |              | ۱٬۰۵۸   | ۹۳٫۸۸٪  | ۶۹      | ۶٫۱۲٪   |               |
| لوکزامبورگ            |              |                |            |              | ۵٬۹۸۷   | ۶۲٫۸۶٪  | ۳٬۵۳۸   | ۳۷٫۱۴٪  |               |
| جمهوری مقدونیه        |              |                |            |              | ۶۱۸     | ۵۷٫۹۷٪  | ۴۴۸     | ۴۲٫۰۳٪  |               |
| هلند                  |              |                |            |              | ۸۲٬۶۷۲  | ۷۰٫۹۴٪  | ۳۳٬۸۷۱  | ۲۹٫۰۶٪  |               |
| نیوزیلند              |              |                |            |              | ۳۲      | ۱۷٫۶۸٪  | ۱۴۹     | ۸۲٫۳۲٪  |               |
| جمهوری ترک قبرس شمالی |              |                |            |              | ۱۹٬۲۲۵  | ۴۵٫۱۸٪  | ۲۳٬۳۲۴  | ۵۴٫۸۲٪  |               |
| نروژ                  |              |                |            |              | ۲٬۱۹۳   | ۵۷٫۲۰٪  | ۱٬۶۴۱   | ۴۲٫۸۰٪  |               |
| عمان                  |              |                |            |              | ۱۳۸     | ۲۴٫۰۴٪  | ۴۳۶     | ۷۵٫۹۶٪  |               |
| لهستان                |              |                |            |              | ۳۰۲     | ۲۵٫۶۱٪  | ۸۷۷     | ۷۴٫۳۹٪  |               |
| قطر                   |              |                |            |              | ۲۴۱     | ۱۸٫۸۹٪  | ۱٬۰۳۵   | ۸۱٫۱۱٪  |               |
| رومانی                |              |                |            |              | ۸۲۴     | ۴۴٫۶۴٪  | ۱٬۰۲۲   | ۵۵٫۳۶٪  |               |
| روسیه                 |              |                |            |              | ۸۳۳     | ۲۶٫۰۲٪  | ۲٬۳۶۸   | ۷۳٫۹۸٪  |               |
| عربستان سعودی         |              |                |            |              | ۴٬۴۷۵   | ۵۵٫۰۶٪  | ۳٬۶۵۳   | ۴۴٫۹۴٪  |               |
| سنگاپور               |              |                |            |              | ۲۸۴     | ۴۴٫۳۱٪  | ۳۵۷     | ۵۵٫۶۹٪  |               |
| آفریقای جنوبی         |              |                |            |              | ۱۲۶     | ۳۶٫۸۴٪  | ۲۱۶     | ۶۳٫۱۶٪  |               |
| اسپانیا               |              |                |            |              | ۱۷۲     | ۱۳٫۳۲٪  | ۱٬۱۱۹   | ۸۶٫۶۸٪  |               |
| سودان                 |              |                |            |              | ۲۴۰     | ۶۵٫۹۳٪  | ۱۲۴     | ۳۴٫۰۷٪  |               |
| سوئد                  |              |                |            |              | ۴٬۳۶۷   | ۴۷٫۰۹٪  | ۴٬۹۰۲   | ۵۲٫۹۱٪  |               |
| سوئیس                 |              |                |            |              | ۱۹٬۱۸۱  | ۳۸٫۰۸٪  | ۳۱٬۱۹۳  | ۶۱٫۹۲٪  |               |
| تایلند                |              |                |            |              | ۲۷      | ۱۲٫۹۲٪  | ۱۸۲     | ۸۷٫۰۲٪  |               |
| ترکمنستان             |              |                |            |              | ۵۱۰     | ۴۳٫۷۴٪  | ۶۵۶     | ۵۶٫۲۶٪  |               |
| اوکراین               |              |                |            |              | ۳۴۱     | ۳۵٫۷۴   | ۶۱۳     | ۶۴٫۲۶٪  |               |
| امارات متحده عربی     |              |                |            |              | ۳۹۵     | ۱۳٫۳۱٪  | ۲٬۵۷۲   | ۸۶٫۶۹٪  |               |
| بریتانیا              |              |                |            |              | ۷٬۱۷۷   | ۲۰٫۲۶٪  | ۲۸٬۲۴۷  | ۷۹٫۷۹٪  |               |
| ایالات متحده آمریکا   |              |                |            |              | ۵٬۲۹۶   | ۱۶٫۲۰٪  | ۲۷٬۳۹۷  | ۸۳٫۸۰٪  |               |
| ازبکستان              |              |                |            |              | ۱۶۹     | ۵۳٫۶۵٪  | ۱۴۶     | ۴۶٫۳۵٪  |               |
| دیگر نتایج            |              |                |            |              | ۵۲٬۹۶۱  | ۵۴٫۱۷٪  | ۴۴٬۸۱۶  | ۴۵٫۸۳٪  |               |
| نتایج خارج از کشور    |              |                |            |              | ۸۳۱٬۲۰۸ | ۵۹٫۰۹٪  | ۵۷۵٬۳۶۵ | ۴۰٫۹۱٪  |               |

## واکنش‌ها
- رئیس‌جمهور آمریکا، دونالد ترامپ به همتای ترکیه‌ای خود زنگ زد تا این پیروزی را تبریک بگوید.[۳۴]
- رئیس‌جمهور روسیه، ولادیمیر پوتین به همتای ترکیه‌ای خود زنگ زد تا به نیابت از مردم روسیه این پیروزی را تبریک بگوید.[۳۵]
- معاون نخست‌وزیر چین لیو یاندونگ، که در هنگام همه‌پرسی از ترکیه دیدن می‌کرد این پیروزی را به اردوغان و مردم ترکیه تبریک گفت.[۳۶]
- سخنگوی رئیس کمیسیون اروپا، ژان-کلود یونکر، در خصوص اتهام بی‌نظمی در انتخابات ابراز نگرانی کرد.[۳۷]
- وزیر امور خارجهٔ ایران، محمدجواد ظریف، به همتای ترکیه‌ای خود، مولود چاووش‌اوغلو تبریک گفت.[۳۸]
- سباستین کورز، وزیر امور خارجهٔ اتریش، در اظهاراتی گفته‌است که اکنون زمان آن رسیده‌است تا داستان پیوستن ترکیه به اتحادیهٔ اروپا را تمام شده بدانیم.[۳۹]
- آنگلا مرکل خواستار گفتگوهای محترمانه‌ای میان موافقان و مخالفان شد.[۳۹]